# بروس کندال
بروس کندال (انگلیسی: Bruce Kendall؛ زادهٔ ۲۴ ژوئن ۱۹۶۴) قایقران قایق بادبانی اهل نیوزیلند بود.